# Polyxenus superbus
Polyxenus superbus är en mångfotingart som beskrevs av Filippo Silvestri 1903. Polyxenus superbus ingår i släktet Polyxenus och familjen penseldubbelfotingar. Inga underarter finns listade i Catalogue of Life.